# Стефан Рангелов (БКП)
Стефан Николов Рангелов е български строител, политик от БКП.

## Биография
Роден е на 21 юли 1921 година в пернишкото село Насалевци в семейство на многодетен строителен работник. Има двама братя строителни работници и две сестри.
Работи като чирак в строителството от 1937 година, като до 1972 година се издържа с това. Член е на БРП (к.) от 1946 година и на БКП от 1948 година. През 1960 година започва работа като зидаро-мазач в Домостроителен комбинат № 1 в София, преди това работи в „Софстрой“ (1948). През 1956 година става ръководител на комплексна бригада в комбината. Два пъти е награден е със званието „Герой на социалистическия труд“ през 1968 година (указ № 555 от 13 юли 1968 и указ № 870 от 28 април 1975) През 1973 година е назначен за технически ръководител на комбината. През 1979 година поема ръководството на специализиран технологичен екип за изграждане на детски заведения по едропанелен начин. Негови заслуги са изграждането на жилищните комплекси „Западен парк“, „Толстой“, „Момкова махала“, „Красно село“, „Бъкстон“, „Дианабад“, „Надежда“.
Два пъти получава званието Герой на социалистическия труд, „Орден на труда“ – златен (1959), орден „Червено знаме на труда“ (1960), орден „Народна република България“ I степен (1971), както и ордени „Георги Димитров“ (1967, 1968, 1975 и 1981). Член е на Градския комитет на БКП в София. Известно време е член на Изпълнителното бюро на ЦК на Профсъюза на работниците от строителството и строителната промишленост.
В периода 25 април 1971 – 1990 година е член на ЦК на БКП.